# 수원 FC U-18
수원 FC U-18은 수원 FC의 18세 이하 유스팀이다.
2012년에 창단한 수원 FC의 U-18팀인 수원 FC U-18팀은 학교와 협약을 맺지 않고 운영하고 있다.또한 2021년 선수인권보호를 위해 합숙소를 폐지하여 2023년 기준 K리그1팀들의 유소년팀들 중 유일하게 비 합숙훈련을 통해 방과후 운영으로 운영하고 있다.

## 같이 보기
- 수원 FC
- 수원 FC U-15
- 수원 FC U-12